# بلال فضل
بلال فضل (مواليد
5 سبتمبر 1974) هو كاتب سيناريو مصري. تخرج في كلية الإعلام جامعة القاهرة قسم الصحافة عام 1995. عمل تحت التمرين في عام 1994 في مجلة روز اليوسف التي كانت وقتها منبرا للمعارضة الليبرالية واليسارية في عهد مبارك، ثم تركها ليعمل سكرتيرا لتحرير جريدة الدستور أشهر الصحف المصرية المعارضة والتي بدأ صدورها في عام 1995 واستمر بها حتى إغلاقها بقرار رئاسي في مطلع عام 1998، وكان إلى جوار عمله كسكرتير للتحرير يكتب المقالات والتحقيقات ويشرف على صفحة بريد القراء. بعد إغلاق الدستور كتب في عدد من الصحف والمجلات مثل الكواكب وصباح الخير والمصور
والهلال والأسبوع ووجهات نظر والاتحاد والوسط اللندنية وعمل معدا تلفزيونيا في ART ثم نائبا لمدير مكتب محطة إم بي سي بالقاهرة لمدة عام. كما عمل محررا عاما لجريدة الجيل المصرية ثم شارك في تأسيس جريدة القاهرة الصادرة عن وزارة الثقاقة مع الكاتب صلاح عيسى وعمل مديرا لتحريرها لعدة أشهر قبل أن يقرر ترك الصحافة نهائيا بعد خلافات مع رئيس التحرير.

## عمله في السينما
بعد تركه العمل في الصحافة عام 2000 قرر أن يتفرغ لكتابة السيناريو ويقدم أول أعماله في عام 2001 بعد محاولات دامت ست سنوات، وكان فيلم حرامية في كي جي تو من إخراج ساندرا نشأت وبطولة كريم عبد العزيز وقد حقق الفيلم وقتها إيرادات وصلت إلى 12 مليون جنيه.
بعدها توالت أعماله السينمائية والتي وصل عددها إلى 16 فيلما، وكان من أبرزها: أبو علي ـ صايع بحر ـ الباشا تلميذ ـ واحد من الناس ـ سيد العاطفي ـ حاحا وتفاحة ـ خارج علي القانون ـ خالتي فرنسا ـ عودة الندلة ـ في محطة مصر ـ وش إجرام. كما قدم فيلمين روائيين قصيرين ضمن فيلم (18 يوم) هما فيلم (خلقة ربنا) من إخراج كاملة أبو ذكري، وفيلم (إن جالك الطوفان) من إخراج محمد علي. كما قام بكتابة التعليق لفيلمين تسجيليين الأول عن القاهرة من إخراج المخرجة عطيات الأبنودي، والثاني عن يوميات الثورة المصرية في ميدان عبد المنعم رياض من إخراج المخرج علي الغزولي. حصل فيلمه بلطية العايمة من بطولة الفنانة عبلة كامل على جائزة أحسن سيناريو عن المهرجان القومي الخامس عشر للسينما المصرية، وهي الجائزة الرسمية التي تقدمها الدولة للأفلام السينمائية من خلال وزارة الثقافة، وكان يرأس لجنة التحكيم الأديب المصري جمال الغيطاني. استعانت به شركة روتانا للإنتاج السينمائي لكي يكتب أول فيلم سعودي هو فيلم كيف الحال مع الناقد اللبناني محمد رضا والمخرج الأمريكي من أصل فلسطيني إيزادور مسلم. عرضت له أربعة مسلسلات تلفزيونية، كان أولها مسلسل هيمه أيام الضحك و الدموع عام 2008 والذي تعامل فيه مع الفنانين جمال عبد الحميد وسيد حجاب وعمار الشريعي وعبلة كامل وحسن حسني وغيرهم. مسلسله الثاني كان أهل كايرو الذي حصل في عام 2010 على جائزة أحسن عمل درامي عربي من مهرجان الدراما العربية في الأردن، وقد كان من بطولة خالد الصاوي وإخراج محمد علي. بعدها وفي عام 2012 عرض له مسلسلان تلفزيونيان أولهما الهروب من بطولة كريم عبد العزيز وإخراج محمد علي والذي كان يحكي قصة الظلم الذي يتعرض له المواطن المصري قبل الثورة وبعدها. أما المسلسل الثاني فكان أخت تريز الذي شارك في كتابته مع إثنين من أصدقائه والذي تعرض فيه لواقع الفتنة الطائفية في مصر. تعرض خامس أعماله التلفزيونية وهو مسلسل (أهل اسكندرية) من تأليفه وإخراج المخرج خيري بشارة للمنع من العرض والبيع، في عام 2014 بسبب مواقفه المناهضة لنظام الرئيس المصري عبد الفتاح السيسي، برغم أن العمل من إنتاج مدينة الإنتاج الإعلامي، والمسلسل من بطولة هشام سليم ومحسنة توفيق وبسمة وعمرو واكد وأسامة عباس ومجموعة كبيرة من الممثلين والممثلات، وبعد منع عرض المسلسل توقفت عدة مشاريع فنية له، بسبب خوف المنتجين من تعرضها للمنع من العرض أو المضايقات الأمنية.

## عمله في الصحافة
انقطع عن الصحافة لسنوات ثم عاد إلى الكتابة ثانية في صحيفة الدستور الأسبوعية التي عاودت الصدور بحكم قضائي عام 2005 وبدأ في تحرير صفحة أسبوعية بعنوان (قلمين) بصحبة فنان الكاريكاتير عمرو سليم، وكانت تقدم انتقادا سياسيا جريئا ومباشرا لرئيس الجمهورية وأسرته بشكل ساهم في رفع السقف السياسي، وجلب له الكثير من المشاكل، حيث ذهب إلى المحاكم والنيابات أكثر من 17 مرة كان أبرزها عندما قدم فيه الرئيس الليبي معمر القذافي بلاغا يطالب بسجنه هو ورئيس تحرير الدستور إبراهيم عيسى بسبب مقال كتبه عن القذافي بعنوان (الرجل الأخضر). في عام 2006 أيضا بدأ يكتب عمودا أسبوعيا في صحيفة المصري اليوم، ثم بدأ في عام 2007 في كتابة عمود يومي في صحيفة الدستور توقف عنه بعد ثمانية أشهر كاملة لكي يكتب أول أعماله التلفزيونية مسلسل هيمه وبعد عرضه عاد في شهر نوفمبر 2008 للكتابة اليومية ولكن في جريدة المصري اليوم التي كتب فيها عمودا في الصفحة الأخيرة بعنوان (إصطباحه) كان يعرف بأنه الأكثر جرأة في نقد نظام مبارك. ثم كتب عمودا يوميا في صحيفة التحرير لمدة 8 أشهر خلال عام 2011، بعدها إنتقل إلى صحيفة (الشروق) حيث قام مع صديقه عمرو سليم بإستئناف تجربة الكتابة السياسية الساخرة حيث أصدرا صفحتين بعنوان (المعصرة) تصدر كل أربعاء داخل صحيفة الشروق الجديد وقد بدءا في إصدارها من فبراير 2012 وقت سيطرة المجلس الأعلى للقوات المسلحة على الحكم وظلت مستمرة حتى يوليو 2013 بعد أن حدث خلاف في التوجهات السياسية بينه وبين شريكه فيها عمرو سليم. كما قدم في نفس الصحيفة خلال عام 2012 عمودا يوميا بعنوان (بوكس) لمدة ستة أشهر، وقدم منذ يناير 2013 عمودا يوميا بعنوان (في أحضان الكتب) يقدم كل يوم قراءة في كتاب مختلف ويقوم بربطه بأحداث الواقع وقضايا الساعة. وتعرض عموده اليومي في صحيفة (الشروق) للحجب في مطلع فبراير 2014 بسبب مقال له بعنوان (الماريشال السياسي) كان ينتقد فكرة منح وزير الدفاع المصري عبد الفتاح السيسي لنفسه رتبة المشير دون أن يخوض حربا تجعله يستحق ذلك. ـ بعد تركه لصحيفة (الشروق) كتب في عدة مواقع إلكترونية من أبرزها: المدن ـ العربي الجديد ـ التقرير ـ هنا صوتك ـ كسرة ـ مدى مصر ـ وكان يكتب بشكل يومي في صحيفة العربي الجديد منذ سبتمبر 2014 وحتى نهاية فبراير 2016.

## عمله في التلفزيون
استعانت به شبكة أوربت الإعلامية في عام 2009 للمشاركة في تقديم برنامج القاهرة اليوم الذي يقدمه عمرو أديب، وبعد ظهوره لمدة ثلاثة أيام طلبت السلطات وقف مشاركته في البرنامج وهو ما حدث بالفعل، وكتبت عنه الصحف وقتها، واعترف المذيع عمرو أديب في حوار صحفي معه أن ذلك تم بطلب مباشر من رئاسة الجمهورية. ثم قام على مدى عامين بتقديم برنامج إسمه عصير الكتب على شبكة تليفزيون دريم كان البرنامج الوحيد وقتها المتخصص في مناقشة وعرض الكتب في كافة التلفزيونات العربية. وقد توقف البرنامج بعد أن انسحب منه في شهر يوليو عام 2011 تضامنا مع المذيعة دينا عبد الرحمن التي تعسفت معها إدارة القناة لأنها كانت تقدم أداءا أزعج المجلس العسكري الحاكم وقتها. وله العديد من الإطلالات التلفزيونية التي شارك فيها مع الإعلاميين المصريين مثل يسري فودة ومحمود سعد وباسم يوسف ومنى الشاذلي وغيرهم. وبعد سنوات من التوقف عاد برنامج (عصير الكتب) في شكل جديد من خلال قناة التلفزيون العربي في لندن، وذلك في مايو 2015 وقد تم تقديم موسم منه ويجري الآن تقديم الموسم الثاني حاليا، وللبرنامج قناة على اليوتيوب باسم (عصير الكتب)، كما قدم بلال فضل في نفس القناة وعلى مدى عامين برنامجا رمضانيا بعنوان (الموهوبون في الأرض) استعرض فيه ذكرياته مع بعض الفنانين والكتاب الذين عرفهم، والبعض الآخر الذين أحبهم وتأثر بهم، وللبرنامج قناة باسمه على موقع اليوتيوب. ـ قدم في عام 2012 في إذاعة (نجوم إف إم) برنامجا رمضانيا بعنوان (في أوروبا والدول المتخلفة)، تناول فيه تجارب بعض الدول التي يمكن أن تستفيد منها مصر أو تضعها في الاعتبار، وقد تحول البرنامج بعد ذلك إلى كتاب بنفس الاسم صدر عن دار (دون).

## كتبه
له ثلاثة مجموعات قصصية هي: بني بجم (صدر منها طبعتان عن دار ميريت و3 طبعات عن دار الشروق)، ما فعله العيان بالميت (10 طبعات عن دار الشروق)، الشيخ العيل (طبعتان عن دار الشروق).
أصدر عددا من الكتب مثل: 
- ضحك مجروح (خمس طبعات ـ دار الشروق وطبعة جديدة منقحة عن دار المشرق)
- السكان الأصليين لمصر (طبعتان من دار ميريت ـ 3 طبعات من دار الشروق وطبعة جديدة منقحة عن دار المشرق)
- أوسكار الموالسة (طبعتان من دار ميريت)
- أليس الصبح بقريب (طبعتان من دار بلومز بري)
- حتى مطلع الفجر (طبعتان من دار بلومز بري)
- قلمين (طبعتان ـ دار ميريت)
- ست الحاجة مصر (3 طبعات من دار الشروق)
- التغريبة البلالية (طبعتان من دار الشروق)
- فتح بطن التاريخ (طبعتان من دار الشروق)
- في أحضان الكتب (3 طبعات ـ دار الشروق)
- في أوروبا والدول المتخلفة (دار دون)
- جمهورية العبث (طبعتان عن دار الشروق وطبعة جديدة مزيدة ومنقحة عن دار المشرق)
- فيتامينات للذاكرة (دار الشروق)
- سفاسف الأمور (دار المشرق)

## حياته الأسرية
متزوج من الباحثة داليا يوسف وله ابنتان هما إيمي ولدت عام 2003 وعشق ولدت عام 2006.

## من أشهر سيناريوهاته
- حرامية في كي جي تو - نوفمبر 2001 بطولة كريم عبد العزيز.
- خالتي فرنسا بطولة منى زكي، عبلة كامل
- الباشا تلميذ - 2004 بطولة: كريم عبد العزيز، غادة عادل، حسن حسني.
- صايع بحر - 2004 بطولة أحمد حلمي - ياسمين عبد العزيز.
- سيد العاطفي تامر حسني عبلة كامل.
- أبو علي - 2005 بطولة: كريم عبد العزيز، منى زكي.
- علي سبايسي - 2005 بطولة حكيم، سمية الخشاب
- عودة الندلة- 2006 بطولة عبلة كامل
- وش إجرام - 2006 بطولة محمد هنيدي - بشرى
- كيف الحال - 2006
- في محطة مصر - 2006 كريم عبد العزيز ومنة شلبي.
- حاحا وتفاحة - 2006 ياسمين عبد العزيز - طلعت زكريا
- واحد من الناس - 2006 بطولة كريم عبد العزيز ومنة شلبي ومحمود الجندي.
- خارج على القانون - 2007 بطولة كريم عبد العزيز
- بلطية العايمة - 2008 - بطولة عبلة كامل
- هيمه أيام الضحك والدموع - 2008 - بطولة أحمد رزق - عبلة كامل
- أهل كايرو - 2010 - بطولة رانيا يوسف - خالد الصاوي
- 18 يوم - 2011 - بطولة أحمد حلمي - مني زكي شارك فيه بفيلمين قصيرين هما خلقة ربنا من إخراج كاملة أبو ذكري وإن جالك الطوفان من إخراج محمد علي.
- أهل إسكندرية - 2011
- الهروب - 2012 - بطولة كريم عبد العزيز - دلال عبد العزيز

## مؤلفاته
- «بني بجم»: مجموعة قصصية عن دار ميريت 4 طبعات. ثم عن دار الشروق 4 طبعات
- «قلمين»: كتاب سياسي ساخر صادر عن دار ميريت 4 طبعات. ويعاد طبعه قريبا
- «السكان الأصليين لمصر»: صدرت طبعتان عن دار ميريت وصدرت هذا العام الطبعة الثالثة عن دار الشروق
- «ما فعله العيان بالميت»:11 طبعة حتى الآن عن دار الشروق.
- «ضحك مجروح»: صدر عن دار الشروق في معرض الكتاب 2010 ونفذت الطبعة الأولى أثناء المعرض. والآن في الأسواق الطبعة السادسة.
- «ست الحاجة مصر»: عن دار الشروق.
- «أليس الصبح بقريب»: (الجزء الأول من شهادة الكاتب على الأيام الأخيرة في عهد مبارك) دار بلومزبري 2011
- «حتى مطلع الفجر»:(الجزء الثاني من شهادة الكاتب على الأيام الأخيرة في عهد مبارك) دار بلوزبري 2011
- «الشيخ العيل»: مجموعة قصصية صادرة عن دار الشروق.
- "التغريبة البلالية": (كتاب في أدب الرحلات) صادرة عن دار الشروق.
- "أوسكار الموالسة": دار ميريت 2012.
- "في أحضان الكتب": (دار الشروق 2014)
- «في أوروبا والدول المتخلفة»: (دار دون 2014).
- «فتح بطن التاريخ»: قراءات في تاريخنا الذي يبيض نفسه (دار الشروق 2014).

حصل في 30 أبريل 2009 على جائزة أحسن سيناريو عن فيلمه بلطية العايمة من المهرجان القومي الخامس عشر للسينما المصرية ولجنة تحكيمه التي رأسها الكاتب الروائي جمال الغيطاني وكان في عضويتها محمد خان وسيد سعيد وصلاح مرعي ومحمود عبد السميع وخالد عبد الجليل ومجدي الطيب وطارق شرارة وهي الجائزة الرسمية الأولى التي يحصل عليها عن أحد أفلامه.
- أم ميمي: عن دار المدى للنشر والتوزيع عام 2021 والتي وصلت للقائمة الطويلة في الجائزة العالمية للرواية العربية 2022.
- ماذا صنع الله بعزيزة بركات (دار المدى للطباعة والنشر والتوزيع)